# タチアーナ・ソコロワ＝デリューシナ
タチアーナ・L・ソコロワ＝デリューシナ（Татьяна Львовна Соколова-Делюсина；ラテン文字転写: Tatyana Lyvovna Sokolova-Delyusina, 1946 - ) はロシアの東洋学者、日本語の翻訳家。
2008年4月、彼女は長年の業績が認められ、明仁天皇の勅令により旭日小綬章を受章した。

## 経歴
1946年モスクワ生まれ。父親は中国研究者レフ・デリューシン。1970年モスクワ大学東洋語学部日本語科を卒業し、科学アカデミー東洋研究所、日本語講師を経てプログレス出版社に勤務するが、『源氏物語』翻訳に専念するため1976年退職。
1995年9月から1996年9月まで、国際日本文化研究センターの来訪客員として日本に滞在した。

## 翻訳
彼女の最も重要な業績は、10世紀から11世紀の作家紫式部による中世日本文学『源氏物語』を15年かけてロシア語に翻訳したことで、これにより彼女は1993年に国際交流基金奨励賞を受賞。同年4月に授賞式のため初来日し、1か月間滞在した。
彼女はまた世阿弥元清を含む多くの能の謡曲をロシア語に翻訳し、さらに数多くの小林一茶、与謝蕪村、松尾芭蕉らの俳句や短歌、太宰治や中上健次らの散文も翻訳した。日本学者のE・D・ボゴヤヴレンスカヤは日本語からの翻訳史についての評論の中で、加賀乙彦の小説『宣告』のソコロワ＝デリューシナによる翻訳について触れている。

### 翻訳リスト（抜粋）
- 『源氏物語』
- 和泉式部. 詩集. 日記
- 芹沢光治良『神の書』
- 日本女性作家アンソロジー
- 松尾芭蕉『奥の細道』